# Murero
Murero es un municipio y localidad española de la provincia de Zaragoza, en la comunidad autónoma de Aragón. El término municipal tiene una población de 92 habitantes (INE 2024).

## Geografía
Integrado en la comarca de Campo de Daroca, se sitúa a 90 km de Zaragoza. El término municipal está atravesado por la carretera nacional N-234, en el pK 230, y por carreteras locales que permiten la comunicación con Manchones y Atea. 
El relieve del municipio está definido por el encajonado valle del río Jiloca y los terrenos ascendentes que lo definen, extendiéndose desde el altiplano del Campo de Daroca por el este hasta la sierra de Atea al noroeste. El puerto de Villafeliche (854 m) permite el paso por la carretera nacional hacia la comarca de Comunidad de Calatayud. La altitud oscila entre los 952 m en el altiplano oriental y los 695 m a orillas del Jiloca. El pueblo se alza a 708 m sobre el nivel del mar. 
| Noroeste: Villafeliche | Norte: Villafeliche | Nordeste: Langa del Castillo |
| Oeste: Atea            |                     | Este: Manchones              |
| Suroeste: Atea         | Sur: Manchones      | Sureste: Manchones           |

## Historia
En el año 1248, por privilegio de Jaime I, este lugar se desliga de la dependencia de Daroca, pasando a formar parte de Sesma del Campo de Gallocanta en la Comunidad de Aldeas de Daroca, que en 1838 fue disuelta.

## Demografía
Murero cuenta con una población de 92 habitantes (INE 2024).
| Gráfica de evolución demográfica de Murero entre 1842 y 2021                                                                                                |
| |
| Población de derecho según los censos de población del INE Población de hecho según los censos de población del INEEn este censo se denominaba Murera: 1842 |

## Administración y política
| Período   | Alcalde                 | Partido |  |
| --------- | ----------------------- | ------- |  |
| 1979-1983 | José Franco Vázquez     | PAR     |  |
| 1983-1987 |                         |         |  |
| 1987-1991 |                         |         |  |
| 1991-1995 |                         |         |  |
| 1995-1999 |                         |         |  |
| 1999-2003 |                         |         |  |
| 2003-2007 |                         |         |  |
| 2007-2011 |                         |         |  |
| 2011-2015 |                         |         |  |
| 2015-2019 | Santiago Mingote García | PP      |  |

| Partido político    | Partido político                                   | 2003   | 2007   | 2011   | 2015   |
| Partido político    | Partido político                                   | Ediles | Ediles | Ediles | Ediles |
|                     | Partido Aragonés (PAR)                             | 3      | 4      | 4      | 5      |
|                     | Partido de los Socialistas de Aragón (PSOE-Aragón) | 2      | 1      | 1      | —      |
|                     | Partido Popular de Aragón (PP)                     | —      | —      | —      | —      |
| Total de concejales | Total de concejales                                | 5      | 5      | 5      | 5      |

## Patrimonio
Destacan la iglesia parroquial de Santa María La Mayor y la ermita de San Mamés, con frescos del siglo XVIII, y pintura en tabla del XVI. Igualmente posee los peirones de: San Mamés, de la Virgen del Carmen, de Las Almas, de la Virgen del Rosario y el de San Gregorio, así como yacimientos paleontológicos.

### Iglesia parroquial
La iglesia parroquial de la Asunción de Murero es un edificio aislado de otras construcciones, situado en el centro del pueblo, y con amplia plaza a los pies. Es una construcción de mampostería con encintados y esquinazos de ladrillo, cubierta a dos aguas con teja. Tiene pórtico cubierto a los pies sobre sencillos pilares de ladrillo; este pórtico es del siglo XIX.
El interior está todo estucado y pintado; consta de una sola nave sin crucero, con capillas comunicadas entre los contrafuertes, tres a cada lado, la nave tiene cinco tramos y quedan libres de capillas el de los pies sobre el que se sitúa el coro alto sobre madera pero con arco sobre la nave y bóveda de aristas simulada. La nave se cubre con bóveda de lunetos sobre arcos fajones que cargan en pilastras; éstas sólo llegan al suelo en la parte del presbiterio y en la de los pies; las capillas se cubren con aristas; sólo la primera capilla del lado de la epístola tiene bóveda de crucería de nervios de piedra de perfil rectangular con esquinas biseladas.
La sacristía en el lado del evangelio, junto al presbiterio, es de planta rectangular y se cubre con dos tramos de cañón de lunetos.
La decoración se reduce a la pintura de la bóveda imitando los sillares de piedra en gris y blanco; la bóveda del presbiterio tiene decoración en relieve de puntas de diamante; va pintado todo el friso que recorre la nave, así como los fustes de las pilastras, los perfiles de los lunetos y las claves; esta pintura es del siglo XIX.
La iglesia en su conjunto es obra del siglo XVII, sobre una construcción del siglo XV, de la que sólo queda lo que hoy es la torre.
En 2008 se realizó la restauración integral incluyendo la torre.

## Fiestas y costumbres
El primer domingo de mayo se realiza la romería al "Peirón de San Gregorio". Las fiestas patronales en honor a san Mamés y a la Virgen del Rosario, tienen lugar sobre el 17 de agosto, realizándose la romería a la ermita del Santo.

## Paleontología
Desde el punto de vista paleontológico, destaca la sucesión estratigráfica de la Rambla de Valdemiedes, donde se han hallado gran cantidad de fósiles de trilobites del Cámbrico inferior y medio, siendo el yacimiento más importante de estos organismos en España y uno de los más importantes del Cámbrico a nivel mundial. Incluso algunas especies fueron descritas por vez primera en Murero, como Paradoxides mureroensis. Eladio Liñán, catedrático de Paleontología de la Universidad de Zaragoza, dirige actualmente la investigación.

### Homenajes paleontológicos a Murero
En la historia de las investigaciones paleontológicas en la localidad, cuatro taxones han recibido su nombre científico en homenaje a Murero:
- Acadoparadoxides mureroensis (Sdzuy, 1958), una especie de trilobites.
- Sericichnus mureroensis Gámez Vintaned y Mayoral, 1995, una icnoespecie para una pista producida por un gusano.
- Crumillospongia mureroensis García-Bellido, Dies Álvarez, Gámez Vintaned, Liñán y Gozalo, 2011, una especie de esponja de mar.
- Mureropodia apae Gámez Vintaned, Liñán y Zhuravlev, 2011, un género de lobópodo.